# Harpa (slak)
Harpa is een geslacht van weekdieren uit de klasse van de Gastropoda (slakken).

## Soorten
- Harpa amouretta Röding, 1798
- Harpa articularis Lamarck, 1822
- Harpa cabriti P. Fischer, 1860
- Harpa costata (Linnaeus, 1758)
- Harpa crenata Swainson, 1822
- Harpa davidis Röding, 1798
- Harpa doris Röding, 1798
- Harpa goodwini Rehder, 1993
- Harpa gracilis Broderip & G. B. Sowerby I, 1829
- Harpa harpa (Linnaeus, 1758)
- Harpa kajiyamai Habe, 1970
- Harpa kolaceki T. Cossignani, 2011
- Harpa major Röding, 1798
- Harpa queenslandica Berschauer & Petuch, 2016